# 7162 Sidwell
7162 Sidwell eller 1982 VB1 är en asteroid i huvudbältet som upptäcktes den 15 november 1982 av den amerikanske astronomen Edward L.G. Bowell vid Anderson Mesa Station. Den är uppkallad efter Daniel R. Sidwell.
Den tillhör asteroidgruppen Vesta.